# Kišomaru Uešiba
Kišomaru Uešiba (27. června 1921 Ajabe – 4. ledna 1999 Tokio) byl japonský aikidista a druhý došu (hlava stylu) aikido. Byl synem zakladatele aikida Moriheie Uešiby, který ho aikido naučil.

## Raný život
Kišomaru Uešiba se narodil v Ayabe roku 1921, jako čtvrté dítě Moriheie Uešiby a Hatsu Uešibové. Rok předtím zemřeli oba synové Moriheie Uešiba. Jediným sourozencem Kišomara, který v tu dobu žil, byla jeho sestra. V tom samém roce se odehrál první incident Omoto-kyo (sekta v které byl jeho otec).
Během dětství Kišomara Uešiby, žila jeho rodina ve velmi úzkém spojení s vedením náboženství Omoto-kyo v Ayabe. V tomto období byl jeho otec Morihei Uešiba hlavou Compost Group of the Organic Garden of Omoto-kyo, a zároveň vyučoval Aikidžudžucu v dojo (místo kde se cvičí bojová umění) pojmenovaném “Ueshiba Juku”. K tomu dále vedl výuku místního hasičského sboru, ale také organizoval ochranu Onisaburo Degučiho (Moriheiův duchovní učitel) jako osobní strážce.
V roce 1927 se jeho rodina odstěhovala do Tokia, kde během několika let dočasně bydlela v různých lokalitách města. V roce 1931 otevřel Morihei Uešiba Kobukan Dojo. Z Kobukan Dojo se později stalo Aikikai Hombu Dojo (ústřední aikido dojo organizace aikikai). Morihei Uešiba učil nejen v tomto dojo, ale i v mnoha jiných, také mimo Tokio.

## V dospělosti
V průběhu druhé světové války, která pro Japonsko začala v roce 1941, po útoku na Pearl Harbor, se Kišomaru Uešiba, spolu s Kisaburem Osawou a Koičim Toheiem, stal odpovědným za chod Kobukan dojo, protože většina žáků musela odejít na frontu. Jeho ředitelem se stal až roku 1948. V tu dobu již byl označován jako Waka sensei (Mladý učitel, v současnosti je tak označován Mitsuteru Uešiba), což mu umožnilo možnost získat titul došu. Dalším kandidátem na tento titul byl Noriaki Inoue či Koiči Tohei. Provozovat dojo bylo složité z důvodu bombardování Tokia a také z důvodu, že do dojo bylo nastěhováno 30 rodin, které ve válce přišly o svůj domov.
V roce 1951 se narodil Kišomaruovi syn Moriteru Uešiba, který v současnosti vede Hombu dojo a je současným došuem. V roce 1957 Kišomaru Ueshiba publikoval svou první knihu o Aikidu. V roce 1961 byl jmenován prezidentem Celojaponské federace aikido univerzity, a o tři roky později (1964) poprvé vycestoval do zahraničí, nejprve do Spojených států amerických, kde jednu z jeho ukázek patrně viděl herec Steven Seagal. Roku 1967 byl jmenován ředitelem  Aikikai foundation.
Když Morihei Uešiba roku 1969 zemřel, stal se Kišomaru jeho následovníkem (druhým došu) a to díky Koiči Toheiovi, který odmítl titul došu ve prospěch Kišomara na žádost Moriheie Uešiby, který na smrtelné posteli řekl Toheiovi ať pro Kišomara udělá co půjde. Kišomaru pokračoval v propagaci Aikida na mezinárodního úrovni. 
S Koiči Toheiem později došlo k neshodě ve výuce v Hombu dojo v procvičování energie Ki na kterou Tohei přikládal velký důraz. Po neshodách Tohei opustil Hombu dojo a vytvořil vlastní organizaci Ki aikido (Shin Shin Toitsu Aikido – společnost Ki). Aikikai pod vedením Kišomarua měla menší interakci s Noriakim Inouem, se kterým se v minulosti neshodl Morihei Uešiba.
V roce 1976 se stal ředitelem IAF (mezinárodní federace aikido) a o deset let později obdržel od japonské vlády medaili s modrou stuhou cti. Roku 1995 získal od japonské vlády ocenění "Třetí řád posvátného pokladu".

## Smrt
Kišomaru Uešiba sensei zemřel 4. ledna 1999 v tokijské nemocnici na selhání dýchací soustavy. Po jeho smrti se stal třetím došuem jeho syn Moriteru Uešiba. Posmrtně také obdržel od japonské vlády soudní hodnost vrchního pátého stupně.

## Publikace
- Duch Aikido
- UESHIBA Kisshōmaru, UESHIBA Moriteru: Nejlepší aikido – základy. Kodansha, 2002, ISBN 4-7700-2762-1